# NIBE Industrier AB
A Nibe Industrier AB (Nils Bernerup Industrier Aktiebolag) egy svéd nagyvállalat, termékei között megtalálhatóak a villamos vízmelegítők, fa- és pellettüzelésű kazánok, valamint hőszivattyúk. A NIBE AB székhelye a svédországi Markarydban található, 1997 óta a Stokholmi Tőzsdén jegyzett részvénytársaság (O csoport). Mint Európa egyik vezető fűtéstechnikai gyártója, három fő üzletággal rendelkezik: NIBE Element, NIBE Heating és NIBE Stoves.

## NIBE Element
A NIBE Element a világ egyik vezető gyártója a komplett elektromos fűtőberendezések, fűtőelemek és komponensek piacán. Észak-Európában piacvezető és Európaszerte is fontos szereplője a villamos fűtőrendszerek alkatrész piacának. A piac két fő szegmensre tagozódik: OEM, ahol a fűtőelem egy végtermék részét képezi, és ipari, ahol a fűtőberendezések a gyártási folyamatban vesznek részt.

## NIBE Energy Systems
NIBE Energy Systems Európa egyik vezető vállalata a fűtési, hűtési és szellőztető rendszerek piacán, piacvezető a hőszivattyús technológiák terén, valamint Skandinávia, Lengyelország és Csehország piacvezető gyártója a háztartási fűtéstechnikai termékek piacán. Mára a fejlesztéseknek köszönhetően a legegyszerűbb berendezésektől iparág high-tech rendszerekig bővült. Partnerei az RMI szektor szereplői (Renovation, Maintenance, Improvement) és egyéb építőipari vállalatok.

## NIBE Stoves
NIBE Stoves piacvezető a fatüzelésű kandallók piacán Svédországban és meghatározó szereplője Európa kandalló-piacának. Legfontosabb célcsoportja az újépítésű és meglévő lakások tulajdonosai, valamint az üdülővel rendelkező magánszemélyek.

## Akvizíciók
A NIBE növekedését folyamatos akvizíciók kísérték. 2011-ben az Alpha-innoTec svájci anyavállalatának, a Schulthess Goup AG csoportnak megvásárlását követően a NIBE Industrier AB vállalatcsoport Európa legjelentősebb hőszivattyúfejlesztői tapasztalatával és gyártókapacitásával rendelkezik. A felvásárlás óta a németországi hőszivattyúgyártó leányvállalat (Kasendorf és Aachen) neve ait-deutschland GmbH.

## Fordítás
- Ez a szócikk részben vagy egészben  a   Nibe Industrier AB című svéd Wikipédia-szócikk ezen változatának fordításán alapul.  Az eredeti cikk szerkesztőit annak laptörténete sorolja fel. Ez a jelzés csupán a megfogalmazás eredetét és a szerzői jogokat jelzi, nem szolgál a cikkben szereplő információk forrásmegjelöléseként.